# Гай Центений
Гай Центений (лат. Gaius Centenius; умер в 217 году до н. э. или позже) — римский военачальник, участник Второй Пунической войны. В 217 году до н. э. консул Гней Сервилий Гемин направил его к своему коллеге Гаю Фламинию во главе 4-тысячного конного отряда. Находясь в пути, Гай Центений узнал, что армия Фламиния уничтожена карфагенянами у Тразименского озера. Будучи отрезан вражеской конницей от основных сил, Гай двинулся к адриатическому побережью через горы. Этот путь не подходил для конницы, так что Гаю пришлось остановиться в месте, подходившем для защиты, и принять бой. Его отряд понёс большие потери, на следующий день уцелевшие римляне сдались. О судьбе Гая Центения сохранившиеся источники не сообщают. Тит Ливий в связи с этими событиями называет его пропретором.